# ماگدا ویت-هنین
مگدا ویت-هنین (انگلیسی: Magda Wiet-Henin؛ متولد ۳۱ اوت ۱۹۹۵) یک تکواندوکار فرانسوی است. وی در مسابقات تکواندو قهرمانی اروپا در سال ۲۰۱۸ به مدال نقره دست یافت.